# Jules Sylvain
Jules Sylvain (pseudonym för Axel Stig Hansson), född 11 juni 1900 i Hedvig Eleonora församling, Stockholm, död 29 oktober 1968 i Castiglione della Pescaia, i provinsen Grosseto inom regionen Toscana, Italien (begravd på kyrkogården där), var en svensk populärkompositör, manusförfattare och musiker.

## Biografi
Stig Hansson var son till skådespelaren Axel Hansson och skådespelaren och pedagogen Valborg Hansson. Han började som 11-åring på Lundsbergs skola men rymde därifrån efter fyra år. Han studerade i pianoklassen vid Musikaliska Akademien 1918–1920 och fortsatte sedan studierna vid Musikhögskolan i Weimar 1920–1922. 
Han fick sina första inkomster 1918 som kafépianist i Stockholm. Därefter tillbringade han några år som musiker i Tyskland. Vid hemkomsten 1924 fick han sin första stora succé med melodin Det är den dagliga dosisen som gör'et med text av Svasse Bergqvist och framförd av Kirre Lindholm i Bergqvists sommarrevy på Mosebacketeatern. Han fick kontakt med Ernst Rolf och komponerade en del för denne. Under åren 1925–1928 var Hansson anställd som kapellmästare hos Karl Gerhard och komponerade under åren en rad av dennes kuplettvisor. 
Så snart ljudfilmen blivit etablerad började han komponera filmmusik, den första melodin var Säg det i toner 1929 och han var under flera år musikalisk rådgivare åt Svensk Filmindustri.
Hansson har efterlämnat omkring 500 nedtecknade melodier, varav åtminstone 100 har blivit evergreens. [källa behövs]Vid sidan av sina anställningar drev han musikförlaget Edition Sylvain i Stockholm 1926–1951, som då såldes till Thore Ehrling. Samma år grundade han A.B. Skandinaviska Musikförlaget.

### Privatliv
Under sin period i Wien på 1930-talet lärde han känna den unge medicinstuderanden Hans Monath, som han hjälpte till Sverige vid krigsutbrottet och sedermera adopterade. Hansson flyttade 1947 till Söderhavsöarna, där han bland annat startade en bananplantage på Fiji. Sedan den hade förstörts av en orkan återvände han 1951 till Sverige. 
1959 flyttade han åter utomlands, nu till byn Randa på Mallorca. Han bedrev där fram till 1966 underhållning för turister, men flyttade då först till Kanarieöarna och därefter till Castiglione della Pescaia i Italien, där han avled 1968 och ligger begravd. Hansson förblev ogift och fick aldrig några biologiska barn.

## Operetter
Jules Sylvain komponerade även flera operetter, varav den mest kända är Zorina som hade premiär på Stockholmsoperan 1943 med Thor Modeen och Isa Quensel i huvudrollerna. 2013 sattes operetten upp på Kölner Philharmonie efter en omfattande forskningsinsats av den svenske chefsdirigenten Niklas Willén. Hansson omarbetade även musiken till operetten Glada änkan inför dess nypremiär 1931 i regi av Gösta Ekman den äldre.

## Övrigt
Under det tidiga 2000-talet upptäcktes outgivna melodier i en koffert på Mallorca. Dessa kopierades av STIM och framfördes våren 2007 vid en konsert på Nybrokajen 11. Samma melodier låg till grund för musikalen Skyll på Sylvain med texter av Wille Crafoord, som gavs på Stockholms Stadsteater 2010.

### Pseudonymer
Det är inte helt klart när och varför Stig Hansson förvandlades till Jules Sylvain någon gång i mitten på 1920-talet. En teori är att det var Ernst Rolf som tyckte att ingen framgångsrik kompositör kunde heta något så vanligt som Stig Hansson. En annan teori är att Hansson i ett lexikon fått syn på en fransk konstnär vid namn Sylvain och sedan kombinerat det med förnamnet på sin ungdoms favoritförfattare, Jules Verne. Ytterligare en teori är att Hansson beundrade den franske schlagerkompositören Maurice Yvain och därför ville ha ett efternamn som liknade detta. 
Utöver Jules Sylvain använde han ytterligare 25–30 olika pseudonymer bland andra Einar Björke, Willy Bramsen, Broby-Pelle, Brown & Ehrlich, Bengt Carlberg, J Enrico, Stig Hammar, Sigurd Hannel, Otto Herrman, Jack Jonson, Sven Landahl, Jean Larento, Larsson i Hult, Peter Lebedjeff, Lee, Frank Louis, Jim Mc Coy, Ted Mc Louis, Edvard Reimer, Emil Segnitz, Stephen Sinclair, Thompson & Bright, Eugen Widman, Vaclav Zerol.

## Kända melodier
Bor du hemma hos din mamma (1926), Jag är ute när gumman min är inne (1926), Anna du kan väl stanna (1927), Vintergatan (1927), Får jag låna nyckeln, Ann-Marie (1929), Titta in i min lilla kajuta (1930), Beate-Christine (1931), Ett litet svärmeri (1931), Tangokavaljeren (1932), När tvenne hjärtan slå samma slag (1933), Klart till drabbning (1937), Med en enkel tulipan (1938), Det kommer en vår (1940), Jag vet ett litet hotell (1940),  Vi har så mycket att säga varandra (1940), Löjtnantshjärtan (1942),  Räkna de lyckliga stunderna blott (1944), Sång om syrsor (1961) och De stora elefanternas dans (1966).
För Karl Gerhard: Hans lilla handarbete (1931), Då ska vi vara snälla (1935), Tack ska du ha (1938) och Ett bedårande barn av sin tid (1938).

## Filmografi

### Manus
- 1941 – Bara en kvinna
- 1942 – Sexlingar (En otroligt sann historia)
- 1944 – Räkna de lyckliga stunderna blott

### Musik i urval
- 1927 – En perfekt gentleman (orkestermusik att framföra till stumfilm)
- 1929 – Säg det i toner
- 1930 – Charlotte Löwensköld
- 1930 – Mach' mir die Welt zum Paradies
- 1930 – För hennes skull
- 1930 – Kronans kavaljerer
- 1930 – Väter und Söhne
- 1931 – Markurells i Wadköping
- 1931 – Skepp ohoj!
- 1931 – Trötte Teodor
- 1931 – En natt
- 1931 – Dantes mysterier
- 1931 – Brokiga Blad
- 1932 – Svärmor kommer
- 1932 – Service de nuit
- 1933 – Giftasvuxna döttrar
- 1933 – Kära släkten
- 1933 – Kärlek och dynamit
- 1933 – En melodi om våren
- 1933 – En natt på Smygeholm
- 1933 – En stille flirt
- 1933 – Vad veta väl männen
- 1934 – Atlantäventyret
- 1934 – Fasters millioner
- 1934 – Sången till henne
- 1934 – Eva går ombord
- 1935 – Bränningar
- 1935 – Ebberöds bank
- 1935 – Kärlek efter noter
- 1935 – Munkbrogreven
- 1935 – Äktenskapsleken
- 1936 – 65, 66 och jag
- 1936 – Bröllopsresan
- 1936 – Äventyret
- 1936 – Släkten är värst
- 1937 – Klart till drabbning
- 1937 – Katt över vägen
- 1937 – O, en så'n natt!
- 1939 – Valfångare
- 1939 – Kadettkamrater
- 1939 – Filmen om Emelie Högqvist
- 1939 – Landstormens lilla Lotta
- 1939 – Lägerliv på Storholmen
- 1939 – Ombyte förnöjer
- 1939 – Gubben kommer
- 1939 – Midnattssolens son
- 1940 – Mannen som alla ville mörda
- 1940 – Man och kvinna
- 1940 – Kyss henne!
- 1940 – Juninatten
- 1940 – Stål
- 1941 – Lärarinna på vift
- 1942 – General von Döbeln
- 1942 – Lyckan kommer
- 1942 – Löjtnantshjärtan
- 1942 – Morgondagens melodi
- 1942 – Jacobs stege
- 1942 – Sexlingar
- 1942 – Rid i natt!
- 1943 – Tåg 56
- 1943 – I mörkaste Småland
- 1943 – Kungsgatan
- 1943 – På liv och död
- 1943 – Vi mötte stormen
- 1943 – Stora skrällen
- 1943 – Örlogsmän
- 1943 – Brödernas kvinna
- 1944 – Kärlekslivets offer
- 1944 – Nyordning på Sjögårda
- 1944 – ... och alla dessa kvinnor
- 1944 – Räkna de lyckliga stunderna blott
- 1944 – Skogen är vår arvedel
- 1945 – Maria på Kvarngården
- 1945 – Sussie
- 1945 – Svarta rosor
- 1945 – I som här inträden
- 1946 – 100 dragspel och en flicka
- 1946 – Försök inte med mej ..!
- 1946 – Peggy på vift
- 1946 – Kristin kommenderar
- 1946 – Rötägg
- 1946 – Eviga länkar
- 1946 – Harald Handfaste
- 1947 – Krigsmans erinran
- 1947 – Mästerdetektiven Blomkvist
- 1947 – Nattvaktens hustru
- 1947 – Onda ögon
- 1947 – Pappa sökes
- 1947 – Sjätte budet
- 1948 – Loffe på luffen
- 1951 – Uppdrag i Korea
- 1951 – Puck heter jag
- 1952 – Flyg-Bom
- 1952 – 69:an, sergeanten och jag
- 1952 – Snurren direkt
- 1952 – Klackarna i taket
- 1954 – Dans på rosor
- 1954 – Flottans glada gossar
- 1954 – Taxi 13
- 1954 – Östermans testamente
- 1954 – Brudar och bollar eller Snurren i Neapel
- 1955 – Ljuset från Lund
- 1955 – Friarannonsen
- 1955 – Den underbara lögnen
- 1956 – Ett kungligt äventyr
- 1959 – Får jag låna din fru?
- 1962 – Åsa-Nisse på Mallorca
- 1967 – Åsa-Nisse i agentform
- 1968 – Jag är nyfiken - blå